# Эзанвиль
Эзанвиль (фр. Ézanville) — муниципалитет во Франции, в регионе Иль-де-Франс, департамент Валь-д'Уаз. Население — 8825 человек (1999).
Муниципалитет расположен на расстоянии около 20 км севернее Парижа, 23 км восточнее Сержи.

## Демография
Динамика населения (Cassini и INSEE):